# Anna Gunn

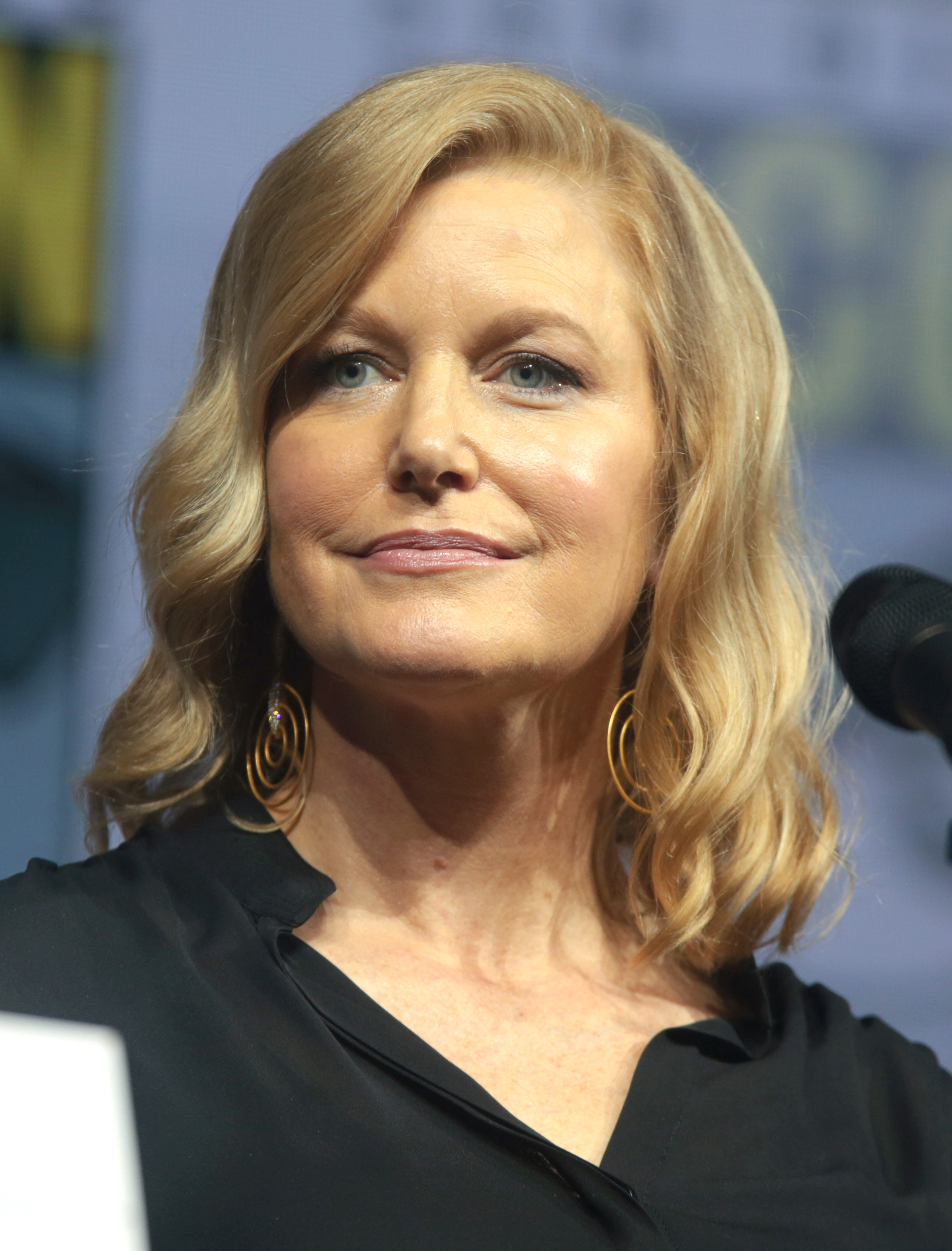
Anna Gunn auf der San Diego Comic-Con International 2018

Anna Gunn (* 11. August 1968 in Cleveland) ist eine US-amerikanische Schauspielerin und Synchronsprecherin.

## Leben
Gunn wurde in Cleveland, Ohio geboren, zog aber bereits früh nach Santa Fe, New Mexico, wo sie aufwuchs. Sie ist die Tochter der Innenarchitektin Sharon Gunn und des Immobilienmaklers Clemens Earl Gunn Jr. Sie machte 1986 einen Abschluss an der Santa Fe Preparatory School. Sie besuchte die Northwestern University, wo sie Theaterwissenschaften studierte und 1990 ihren Abschluss machte. Im Herbst 1988 studierte Gunn zwischendurch ein Semester an der British American Drama Academy. Nach dem Studium zog sie nach Laurel Canyon, Los Angeles, wo sie sich ein Haus mit Pamela Adlon teilte.
Ihren ersten Auftritt als Fernsehschauspielerin hatte Gunn 1992 in einer Episode der Serie Zurück in die Vergangenheit. Es folgten Gastauftritte in diversen Serien, unter anderem in Seinfeld, Six Feet Under – Gestorben wird immer und Boston Legal.
Anna Gunn ist im deutschen Sprachraum vor allem wegen ihrer Rollen als ADA Jean Ward in Practice – Die Anwälte, Martha Bullock in Deadwood und Skyler White in Breaking Bad bekannt. Für diese Rolle erhielt sie zweimal den Fernsehpreis Emmy.
Gunn ist auch als Synchronsprecherin tätig. In der Computerspielserie Legacy of Kain lieh sie ihre Stimme dem Charakter Ariel.
Gunn war von 1990 bis 2009 mit dem schottischen Schauspieler und Immobilienmakler Alastair Duncan verheiratet. Sie haben zwei gemeinsame Töchter.

## Filmografie (Auswahl)
- 1992: Der Duft des Todes (Indecency, Fernsehfilm)
- 1992: Zurück in die Vergangenheit (Quantum Leap, Fernsehserie, 1 Episode)
- 1993: Seinfeld (Fernsehserie, Folge 5x03 The Glasses)
- 1994: New York Cops – NYPD Blue (NYPD Blue, Fernsehserie, 2 Episoden)
- 1994: Ich bin unschuldig (Moment of Truth: Caught in the Crossfire, Fernsehfilm)
- 1994: Junior
- 1995: Without Evidence
- 1995: Tod im Schlafzimmer (If Someone Had Known, Fernsehfilm)
- 1997–2002: Practice – Die Anwälte (The Practice, Fernsehserie, 10 Episoden)
- 1998: Der Staatsfeind Nr. 1 (Enemy of the State)
- 1999: Emergency Room – Die Notaufnahme (ER, Fernsehserie, 1 Episode)
- 1999: Für alle Fälle Amy (Judging Amy, Fernsehserie, 1 Episode)
- 2001: Nobody’s Baby
- 2001: The Guardian – Retter mit Herz (The Guardian, Fernsehserie, 2 Episoden)
- 2002: Treading Water
- 2003: Twelve Mile Road (Fernsehfilm)
- 2004: NYPD 2069 (Fernsehfilm)
- 2004: The D.A. (Fernsehserie, 1 Episode)
- 2004: Six Feet Under – Gestorben wird immer (Six Feet Under, Fernsehserie, 1 Episode)
- 2005–2006: Deadwood (Fernsehserie, 24 Episoden)
- 2007: Boston Legal (Fernsehserie, 1 Episode)
- 2008–2013: Breaking Bad (Fernsehserie, 62 Episoden)
- 2010: Law & Order (Fernsehserie, 1 Episode)
- 2010: Lie to Me (Fernsehserie, 1 Episode)
- 2011: Red State
- 2012: Sassy Pants
- 2014: The Mindy Project (Fernsehserie, 1 Folge)
- 2014: The Blacklist (Fernsehserie, 1 Folge)
- 2014: Gracepoint (Fernsehserie, 10 Episoden)
- 2015: Criminal Minds (Fernsehserie, 1 Episode)
- 2016: Sully
- 2017: Shades of Blue (Fernsehserie, 10 Episoden)
- 2019: Deadwood: The Movie (Fernsehfilm)
- 2021: Land of Dreams
- 2021: Prodigal Son – Der Mörder in Dir (Prodigal Son, Fernsehserie, 2 Episoden)
- 2022: The Apology
- 2022–2023: Physical (Fernsehserie, 2 Episoden)
- 2023: Most Dangerous Game (Fernsehserie, 4 Episoden)
- 2024: John Sugar (Sugar, Miniserie)

## Auszeichnungen
- 2013: Primetime Emmy Award – Outstanding Supporting Actress in a Drama Series  für Breaking Bad
- 2014: Primetime Emmy Award – Outstanding Supporting Actress in a Drama Series  für Breaking Bad